# Kantpress

Kantpressning i profil.

Kantpress är ett kraftfullt verktyg för att bocka plåt.

Plåten placeras på underverktyget (även kallat dyna) som i princip består av två krön. Därefter pressas öververktyget (stansen) vertikalt nedåt i dynan, varpå ett veck uppstår i plåten. Bockvinkeln styrs av hur djupt stansen pressas ner i dynan, men påverkas också av avståndet mellan dynans krön, samt plåtens tjocklek. Tjockare plåt, större bocklängd, spetsigare vinkel och/eller mindre dyna fordrar större presskraft. Exempelvis krävs cirka 8,4 ton för att åstadkomma en 500 mm lång bock i 2 mm-plåt, med en dyna vilken mäter 16 mm mellan krönen. Om en 24-dyna används krävs endast 5,4 ton. Om man dessutom väljer en tunnare plåt (1,5 mm) behövs endast 3,1 ton.
Det finns även en begränsning i verktygen. Om maskinens presskraft är tillräcklig för att bocka en 5 mm-plåt i 16-dyna, kommer verktygen att påfrestas hårt.

## Styrning
Dagens kantpressar är CNC-styrda, vilket innebär att maskinisten/operatören skapar ett bockprogram där en önskad profil knappas in, med skänkellängder och vinklar. Därefter ställs maskinens anhåll automatiskt i rätt höjd- och djupläge, så att plåten bara behöver läggas emot dessa. Vid ett pedaltryck går kniven ner till korrekt djup för exempelvis 90°. När den första bocken är färdig ställs anhållen redo för nästa bock. Kantpressens användargränssnitt visar antingen i 2d eller 3d hur plåten ska vändas inför varje bock samt förutse eventuella kollisioner mellan profil och kniv.

## Producenter
- Ursviken Svensk tillverkare av kantpressar.
- Haco från Belgien, har kantpressar i standardmodeller från 1,6 m till 10,0 m bredd som pressar från 40 ton upp till 2 000 ton.
- Bystronic,
- Safan,
- Adira,
- Amada
- Trumpf